# Coupe de la Ligue anglaise de football 1963-1964
Navigation
1962-1963 1964-1965
La Coupe de la Ligue anglaise de football 1963-1964 est la quatrième édition de la Coupe de la Ligue anglaise de football, elle regroupe les 92 meilleurs clubs d'Angleterre.
La compétition est remportée par Leicester City, qui bat Stoke City en finale par 4 buts à 3 en score cumulé. Le match aller à Stoke-on-Trent se solde par un match nul 1 à 1, le match retour à Leicester est remporté par Leicester City 3 à 2.

## Format
Les 20 clubs de la Premier League et les 72 clubs de la Football League sont conviés à la compétition. Dix clubs ne participent pas à cette édition.
Jusqu'aux quarts de finale les rencontres se disputent sur un seul match. En cas d'égalité après le temps règlementaire, une prolongation de deux fois 15 minutes est jouée. S'il n'y a pas de vainqueur au bout de la prolongation, le match est rejoué chez le club visiteur. A partir des demi-finales, les matchs sont joués en aller et retour, en cas d'égalité au score cumulé un troisième match est joué.
Les clubs ne participants pas à la compétition :
- Arsenal FC
- Sheffield Wednesday
- Tottenham Hotspur
- West Bromwich Albion
- Wolverhampton Wanderers
- Burnley FC
- Everton FC
- Liverpool FC
- Manchester United
- Nottingham Forest

## Calendrier
| Tour           | Date principale      |
| -------------- | -------------------- |
| premier tour   | 4 septembre 1963     |
| deuxième tour  | 25 septembre 1963    |
| troisième tour | 4 novembre 1963      |
| quatrième tour | 27 novembre 1963     |
| cinquième tour | 16 décembre 1963     |
| demi-finales   | janvier et mars 1964 |
| finales        | 15 et 22 avril 1964  |

## Demi-finales
| Équipe 1       | Résultat | Équipe 2        | Aller | Retour |
| -------------- | -------- | --------------- | ----- | ------ |
| Stoke City     | 2 - 1    | Manchester City | 2 - 0 | 0 - 1  |
| Leicester City | 6 - 3    | West Ham United | 4 - 3 | 2 - 0  |

## Finales
La première finale se déroule le 15 avril 1964 à Stoke-on-Trent, le match retour le 22 avril 1964 à Filbert Street à Leicester.
| Équipe 1   | Résultat | Équipe 2       | Aller | Retour |
| ---------- | -------- | -------------- | ----- | ------ |
| Stoke City | 3 - 4    | Leicester City | 1 - 1 | 2 - 3  |